# Dactylostega tubigera
Dactylostega tubigera is een mosdiertjessoort uit de familie van de Foveolariidae. De wetenschappelijke naam van de soort is, als Foveolaria tubigera, voor het eerst geldig gepubliceerd in 1884 door Busk.